# Bratkovice
Bratkovice település Csehországban, a Příbrami járásban. Bratkovice Sádek, Trhové Dušníky, Lhota u Příbramě, Hluboš és Čenkov településekkel határos. Lakosainak száma 315 fő (2024. január 1.).

## Népesség
A település lakosságának változását az alábbi diagram mutatja:
| Lakosok száma | 677  | 746  | 702  | 504  | 338  | 259  | 311  | 308  | 313  | 315  |
|               | 1869 | 1890 | 1921 | 1950 | 1980 | 2001 | 2017 | 2019 | 2022 | 2024 |